# Elecciones municipales de Nicaragua de 2004
Las elecciones municipales de Nicaragua de 2004 fueron realizadas dos años antes de las elecciones presidenciales. 1,664,243 de votantes debían elegir a los alcaldes y concejales para 152 municipios. Hubo una taza de abstención de 56%.

## Campaña
Los partidos más grandes que participaron en estas elecciones fueron el FSLN, el PLC, y APRE. 

## ¿Cambio ideológico?
De los 11 partidos y alianzas que se presentaron a estas elecciones, 7 eran reconocidamente antisandinistas. Otros tres podrían llamarse más apropiadamente no sandinistas: el Movimiento de Salvación Liberal, cuyo candidato en Managua, Sergio García Quintero, abandonó la Convergencia hace un año; Alternativa Cristiana, una escisión religiosa del partido Camino Cristiano Nicaragüense dirigida por el ex legislador sandinista Orlando Tardencilla, y el PAMUC, un pequeño partido progresista de la Costa Caribe.

## Resultados de las principales municipalidades de Nicaragua[2][3][4]
| Partido político                 | Porcentaje obtenido | Votos   | Alcaldes obtenidos |
| -------------------------------- | ------------------- | ------- | ------------------ |
| FSLN                             | 43.82%              | 729.205 | 87                 |
| PLC                              | 37.30%              | 620,741 | 57                 |
| APRE                             | 9.26%               | 154.031 | 4                  |
| YATAMA                           | N/A                 | N/A     | 3                  |
| Partido Resistencia Nicaragüense | N/A                 | N/A     | 1                  |

## Consecuencias
El FSLN ganó las elecciones municipales con más que 40% de los votos. Pudieron obtener 87 alcaldes, mientras que el PLC y APRE sólo pudieron obtener 57 alcaldes, y 4 alcaldes respectivamente.